# بيتون إليزابيث لي
بيتون إليزابيث لي (بالإنجليزية: Peyton Elizabeth Lee)‏ هي ممثلة أمريكية، ولدت في 22 مايو 2004 في نيويورك في الولايات المتحدة.

## وصلات خارجية
- بيتون إليزابيث لي على موقع IMDb (الإنجليزية)
- بيتون إليزابيث لي على موقع ألو سيني (الفرنسية)
- بيتون إليزابيث لي على موقع قاعدة بيانات الفيلم (الإنجليزية)